# Dinard
Dinard (bret. Dinarzh) – miejscowość i gmina we Francji, w regionie Bretania, w departamencie Ille-et-Vilaine.
Według danych na rok 1990 gminę zamieszkiwało 9918 osób, a gęstość zaludnienia wynosiła 1265 osób/km² (wśród 1269 gmin Bretanii Dinard plasuje się na 29. miejscu pod względem liczby ludności, natomiast pod względem powierzchni na miejscu 916.).